# Морта (міфологія)
Морта — римська богиня смерті, одна з трьох Парок (Parcae), які уособлювали долю в римській міфології. Вона була відповідальною за завершення життя, перерізаючи нитку долі, що символізувала кінець людського існування.

## Походження та ім'я
Ім'я «Морта» походить від латинського слова mors, що означає «смерть». Вона була відома також як Parca Maurtia.[неавторитетне джерело]

## Роль у міфології
Морта була однією з трьох Парок, поряд з Ноною (Nona) та Децімою (Decima). Нона пряла нитку життя, Деціма вимірювала її довжину, а Морта перерізала нитку, визначаючи момент смерті людини.
Вона є адаптацією Парки Мауртії (Parca Maurtia) й уособлює смерть. Вважалося, що саме Морта вирішує, якою буде смерть людини, і її часто пов'язували з мертвонародженими немовлятами. Ніхто не може померти, доки вона не переріже нитку: зокрема, в поемі «Фіваїда» Стація розповідається про чоловіка, який випадково опинився у підземному світі, але не помер, бо Парки ще не перерізали його нитку. Так само в римській драматургії персонажі іноді казали, що їхнє життя було подовжене Мортою з жалю: «вбрана в біле Морта» могла дарувати тим, хто їй подобався, благословення старості.

## Зв'язок із Атропою
У грецькій міфології Морті відповідає Атропа (Atropos), одна з Мойр. Обидві богині виконували ту ж функцію — перерізання нитки життя, що символізувало смерть.

## Символіка та культ
Центральна символіка Морти пов'язана з невідворотністю смерті та плином часу, як останнього етапу людського життя.
У системі Парок Морта уособлює завершення життєвого шляху, виконуючи фінальний акт — перерізання нитки долі. Саме вона вважається тією, що визначає момент і спосіб смерті людини. Особливе місце в її образі займає асоціація з дитячою смертністю, що відображає крихкість і вразливість ранніх етапів життя.
Хоча конкретних свідчень про окремий культ Морти збережено небагато, вважається, що її шанування було тісно пов'язане з загальним культом Парок. Як і їхні грецькі відповідники — Мойри, Парки уособлювали абсолютний контроль над людськими долями. Їм присвячували жертовні підношення, вівтарі та обряди. Так, грецьким Мойрам приносили жертви у вигляді меду, води та спалювання пахощів, що могло мати аналогії й у римській традиції.
Морта символізує невідворотність кінця й абсолютну владу долі над життям. Її образ у римській міфології нагадує про те, що жодне життя не триває вічно, і навіть боги не можуть змінити того, що визначено.

## Іконографія
У римському мистецтві Морту зображували з ножицями або серпом, що символізували її роль у перерізанні нитки життя. Вона часто зображувалася разом із сестрами Ноною та Децімою, які разом уособлюють контроль над долею людини.

## У літературі
Морта згадується в творах римських авторів, таких як Овідій та Вергілій, де вона виступає символом смерті та завершення життя. Її роль у міфології підкреслює важливість долі в римському світогляді.